# Olga Didur-Wiktorowa
Olga Didur-Wiktorowa (ur. 18 października 1900 w Warszawie, zm. 17 lipca 1963 w Katowicach) – polska śpiewaczka operowa, mezzosopran.

## Życiorys

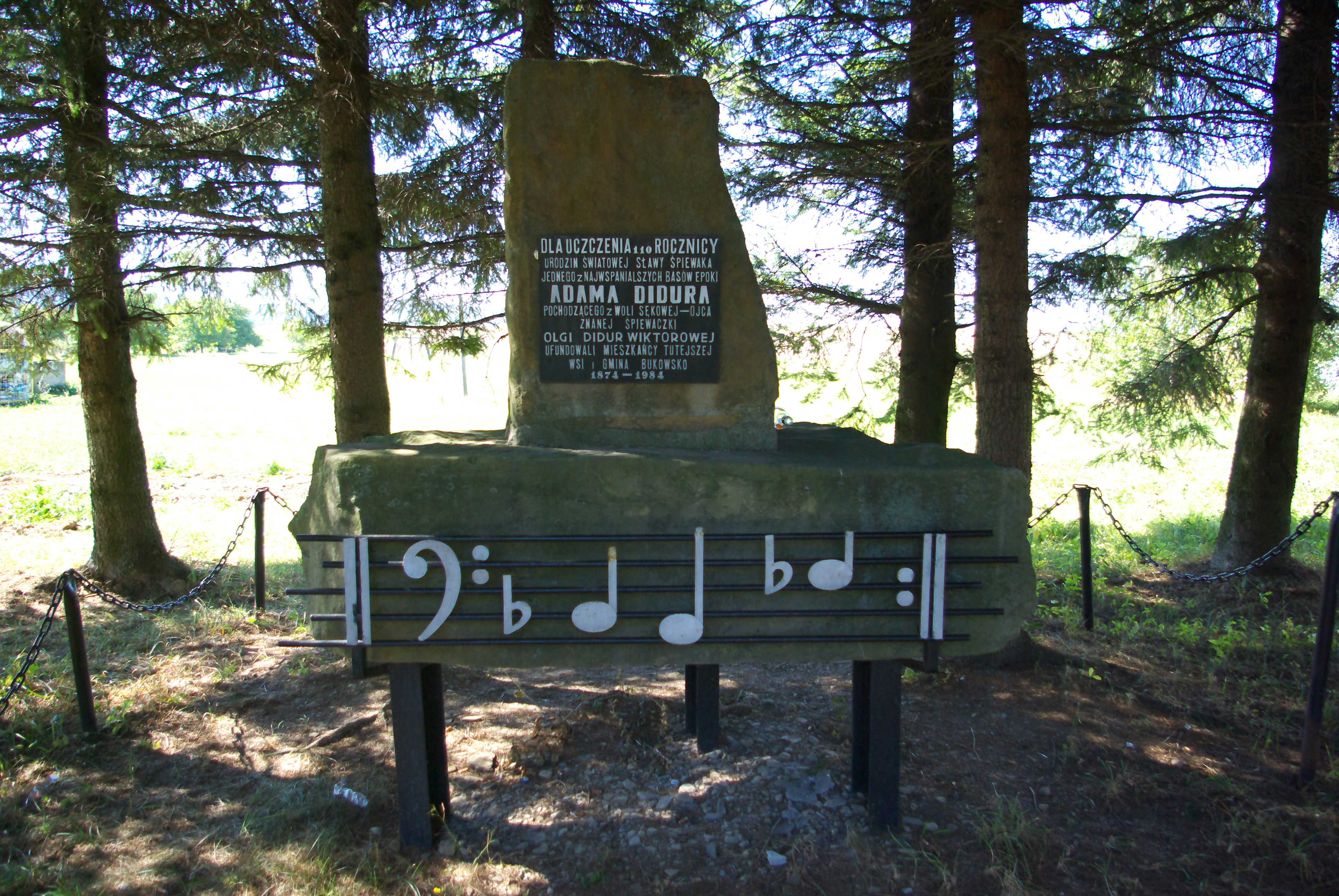
Pomnik Adama Didura i Olgi Didur-Wiktorowej w Woli Sękowej

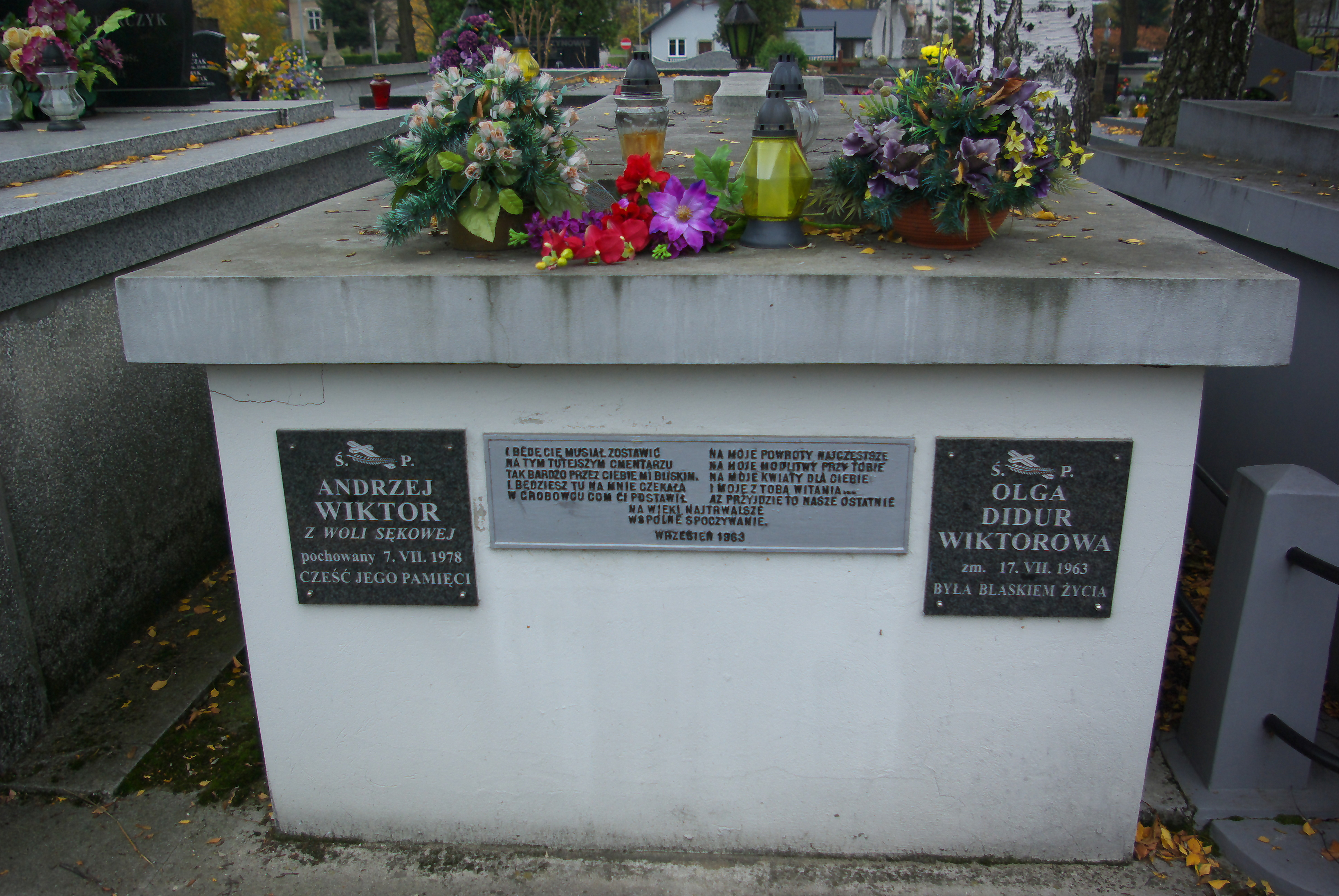
Grobowiec Olgi Didur-Wiktorowej i Andrzeja Wiktora w Sanoku

Urodziła się w Warszawie. Była drugą z pięciu córek Adama Didura (1873–1946), śpiewaka operowego, jednego z najznakomitszych basów przełomu XIX i XX wieku oraz Angeli Arandy-Arelano (1874-1928), śpiewaczki meksykańskiej pochodzącej z Hiszpanii. Jej siostrami były Ewa (ur. 1896), Aniela (ur. 1898), Stanisława (ur. 1902), Maria (1905-1979, późniejsza tożsamość Mary Didur-Załuska). Dwie z nich zmarły w dzieciństwie na chorobę płuc (Aniela w 1916, Stanisława w 1918).
Początkowo uczyła się w rodzinnej Woli Sękowej (jej nauczycielką była Matylda Wasylewicz). Pobierała nauki na pensji we Lwowie. Rozpoczynała swoją karierę u boku ojca. Dysponowała głosem o skali mezzosopranowej, lecz na początku występowała w rolach sopranowych. Wraz z ojcem i dwoma siostrami, także śpiewaczkami operowymi 16 kwietnia 1926 wystąpiła w operze Faust wystawianej we Lwowie (Adam Didur grał Mefistofelesa, Ewa grała rolę Małgorzaty, Olga grała Martę, a Mary grała Siebla). W lipcu tego samego roku tę samą rolę zagrała w Teatrze im. Juliusza Słowackiego w Krakowie, a w 1927 w Teatrze Wielkim w Warszawie. Występowała w nowojorskiej Metropolitan Opera: zadebiutowała 21 listopada 1930 odgrywając rolę Preziosilli w operze Moc przeznaczenia autorstwa Giuseppe Verdiego, 29 listopada 1930 odegrała partię panny młodej w operze Jarmark soroczyński Modesta Musorgskiego. W 1931 na scenie warszawskiego Teatru Wielkiego wcieliła się w rolę tytułową w operze Tosca Giacoma Pucciniego. Występowała w ramach Polskiego Radia. Pierwotnie miała ponownie występować w Metropolitan Opera, jednak zrezygnowała ze względów osobistych i osiadła z mężem Andrzejem Wiktorem w dworze w Woli Sękowej, skąd pochodził jej ojciec. Jej pierwszym mężem był Stefan Wiktor (ur. 1883, syn Adama, który był synem Jakuba Wiktora tj. ojca Adama Didura), a drugim Andrzej Wiktor (zm. 1978). Z rodu Wiktorów pochodził także ojciec Adama Didura, Jakub Wiktor. Olga i Andrzej mieli syna Adama. Ponadto tymczasowo zamieszkiwali także w Jaśle. W okresie międzywojennym Olga Didur-Wiktorowa występowała z koncertami w budynku sanockiego oddziału Polskiego Towarzystwa Gimnastycznego „Sokół” (prócz niej także pianistka Wanda Kossakowa). Po wybuchu II wojny światowej w czasie okupacji niemieckiej pozostawali we dworze, w tym czasie Olga Wiktorowa przyczyniła się do uwolnienia z gestapo aresztowanych mężczyzn poręczając za nich. Po przejściu frontu wschodniego latem 1944, wkroczeniu Armii Czerwonej i przeprowadzonej parcelacji ziemi rodzina Wiktorów została usunięta z dworu przez władze komunistyczne, po czym przebywali w Sanoku, a następnie zamieszkali w Katowicach. Dwór został spalony 26/27 kwietnia 1946 w wyniku ataku UPA. Po wojnie Olga Didur-Wiktorowa pracowała w Operze Śląskiej w Bytomiu w charakterze asystenta reżysera i scenografa. Zmarła w Katowicach.
Olga Didur-Wiktorowa i Andrzej Wiktor zostali pochowani na cmentarzu przy ul. Jana Matejki w Sanoku.

## Upamiętnienie
W 110. rocznicę urodzin Adama Didura w 1984 w rodzinnej Woli Sękowej ustanowiono pomnik upamiętniającego jego i Olgę Didur-Wiktorową.
Poeta Janusz Szuber zawarł odniesienie do Olgi Didur-Wiktorowej w swojej publikacji pt. Mojość z 2005.